# Taranatha
Jetsun Taranatha ou Kunga Nyingpo (1575-1634), maître de l'école Jonang du bouddhisme tibétain, est connu comme l'un des plus grands lettrés, historiens et pratiquants de son temps. C’est un penseur de l'école philosophique shentong, un promoteur du tantra de Kalachakra et de la pratique de Tara évoquée dans son nom. Il fonda le monastère de Takten Phuntsok Ling près du monastère de Jomonang, dans la province du Tsang aux environs de Shigatse. Auteur prolifique, ses deux ouvrages les mieux connus sont Histoire du bouddhisme en Inde et Origines du Tantra de Tara, encore appelé Le Rosaire d'or.
Il passa les vingt dernières années de sa vie chez les Mongols Khalkhas où il répandit les enseignements bouddhistes. Bogdo Zanabazar (1635-1723), premier Bogdo Gegen, lignée mongole de maîtres réincarné de l'école Gelug, a été identifié comme sa réincarnation.
Taranatha a été reconnu par Khenchen Lungrik Gyatso du monastère de Shalu comme la réincarnation du yogi Krisnacarya et de son maître Jetsun Kunga Drolchok (1507-1566). Il a aussi été reconnu comme une émanation de Taï Sitou Rinpoché par des maîtres de la lignée Kagyu.

## Biographie

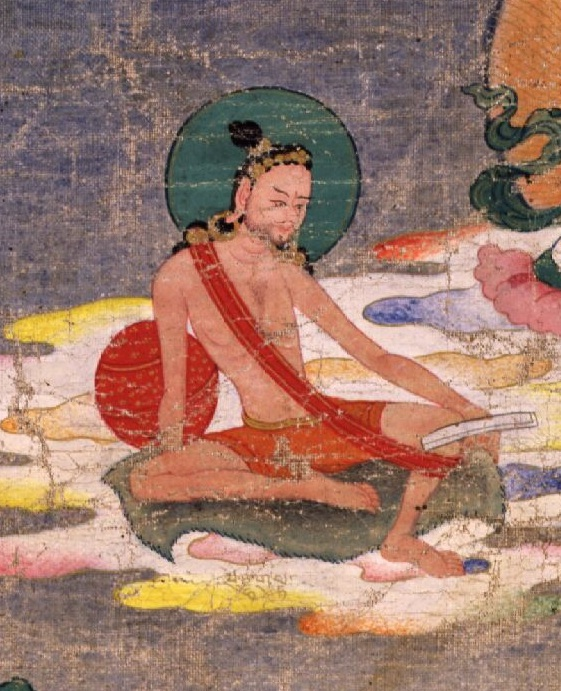
Buddhaguptanatha

Taranatha naquit à Drong dans le Ü-Tsang (Royaume du Tibet central) en 1575 – selon la tradition le jour anniversaire de la naissance de Padmasambhava - dans le clan Ra (rGya) auquel avait appartenu Ra Lotsawa. Son père serait Namgyel Phunshog. Kunga Nyingpo (kun dga' snyingpo), sanskrit Anandagarbha, serait son nom personnel, mais certaines sources donnent Sicho Dorje. Ayant eu des maîtres indiens, fait rare à l’époque, il aurait choisi d’être connu sous le nom sanscrit de Taranatha.
Il reçut les enseignements de différentes traditions : Kagyu (Shangpa et Kamtsang), Sakya (Shalu) et Kadam, et eut pour maîtres, entre autres, Jampa Lhundrup, Kunga Tashi, Je Draktopa, Yeshe Wangpo, Kunga Palzang (Jonang) dont il reçut la tradition Dro du kalachakra et Kenchen Lunrig Gyatso (Shalu) qui lui transmit la tradition Ra. Il eut de plus des maîtres indiens, dont Buddhaguptanatha - l’un des derniers grands siddhas errants à une époque où le bouddhisme était en déclin en Inde - ainsi que Premananda et Punananda,.
Taranatha avait recours à des consorts pour la pratique du tantrisme. L’une d’elles fut Kunga Lhandze du clan Nakartse lié aux Jonang, future mère de Lobsang Gyatso, 5e dalaï-lama. Néanmoins ils s’avérèrent incompatibles et elle rentra dans sa famille avant d’épouser Dudul Rabten du clan Zahor, qui sera emprisonné pour complot contre le roi de Tsangpa. Ce fut Taranatha qui nomma l'enfant qui deviendrait dalaï-lama, pensant alors qu’il rejoindrait les Jonang.
En 1615, Taranatha fonda le monastère de Takchen Phunstock non loin du monastère d’origine de Jonang, avec l’aide matérielle du roi Tsangpa Karma Phuntsok Namgyal. Il devint un important centre de publication.
Peu après, il semble qu’il soit parti en Mongolie où il mourut en 1634, certainement requis par les khans Khalkhas en raison de sa réputation. En effet, peu avant sa naissance, décidant de renouer les liens avec le Tibet, des Khans mongols avait repris l’habitude d’appeler différents lamas éminents à leur camp. Les Sakya, qui avaient été les premiers délégués du pouvoir mongol au XIIIe siècle, avaient une présence certaine chez les Khakhas. Le premier Bogdo Gegen, qui devait plus tard rejoindre les Gelug, reçut ainsi lors de son ordination le titre de « Détenteur de la bannière Sakya du Vaste Esprit ».
Mais Jonang était condamné car les Gelug s’opposaient à leur allié le roi de Tsangpa, avec l’aide de Güshi Khan (1582-1655) qui combattait les Khalkhas. Güshi Khan et les Gelug eurent raison de leurs adversaires et, après la mort de Taranatha, alors que les Sakya cherchaient encore sa réincarnation, les Gelug prirent les devants et reconnurent le prince mongol Gombodorji (1594-1655) comme son incarnation. Cette décision signalait l’absorption prochaine de Jonang par Gelug. Takchen Phunstok devint le Ganden Phunstok Gelug en 1650, tandis que la réimpression des textes Jonang fut interdite au Tibet central et occidental sous prétexte d’hérésie – l’école adhérait en effet à la philosophie shentong, alors que les Gelug soutenaient le rangtong.
Selon une tradition rapportée par Giuseppe Tucci, les reliques de Taranatha furent confiées à une rivière qui les ramena au Tibet et elles furent recueillies dans un chorten d’argent à Dzingi non loin de Cholung.

## Écrits
Taranatha a rédigé plus de 20 volumes sur les sujets les plus divers (médecine, astrologie, méditation, tantras, philosophie, histoire, sanskrit). Le plus généralement connu de ses ouvrages est l’Histoire du bouddhisme en Inde (rGya-gar-chos-'byun) nommée par lui « Satisfaction de tous les désirs » (dgos-'dod-kun-'byun), achevé en 1608, qui reste une référence précieuse malgré sa forte coloration légendaire. La Guirlande dorée (Le Rosaire d'or) présente l’histoire du tantra de Tara. Il a rédigé de nombreux textes sur le kalachakra et traduit du sanscrit le « guide de Shambala » Kalapar Jugpa sur lequel se basera le 6e Panchen Lama pour un ouvrage similaire. Le premier volume de ses œuvres complètes est sa « biographie secrète » mystique et spirituelle, composée en trois parties entre 24 et 44 ans.